# Học viện bóng đá NutiFood-JMG
Học viện bóng đá NutiFood-JMG là một học viện đào tạo bóng đá trẻ dành cho nam tại Ia Băng, Đak Đoa, Gia Lai, thuộc quyền sở hữu của Tập đoàn NutiFood.

## Lịch sử
Ngày 31 tháng 1 năm 2015, Học viện Bóng đá NutiFood-JMG được thành lập, trở thành Học viện Bóng đá JMG thứ 2 tại Việt Nam và thứ 10 trên toàn thế giới.
Ngày 29 tháng 11 năm 2021, sau khi Học viện Bóng đá Hoàng Anh Gia Lai chấm dứt hợp đồng với Học viện Bóng đá JMG, 15 cầu thủ trẻ của học viện này đã được chuyển đến Học viện NutiFood.
Đến năm 2022, Học viện NutiFood chính thức có đội bóng chuyên nghiệp khi tham dự giải Hạng Ba Quốc gia.

## Cơ sở vật chất
Khuôn viên học viện là dãy nhà 2 tầng có 8 phòng ở, 1 khu nhà ở cho nhân viên học viện, phòng ăn, phòng giải trí riêng. Ngoài 5 sân bóng tự nhiên còn có sân bóng có mái che để tập luyện lúc trời mưa.

## Triết lý đào tạo[11]
- Tôn trọng các giá trị của bóng đá: Trận đấu, cầu thủ, trọng tài, luật lệ,…
- Sự cao thượng: Mọi cá nhân đều cống hiến hết khả năng để phát triển năng lực của bản thân và tập thể.
- Bóng đá đẹp được sinh ra từ kỹ thuật khéo léo, kỹ năng và tính cách của mỗi học viên.
- Thông minh, nhạy bén để phục vụ chiến thuật của tập thể và những đột phá của cá nhân.
- Tôn trọng sự phát triển của mỗi người, không rút ngắn giai đoạn để phát huy tối đa khả năng của học viên.

## Tuyển sinh
Năm 2015, có 10 thí sinh trúng tuyển, năm 2016 có 2 người. Năm 2017, học viện tuyển sinh khoá 2 với 8 người trúng tuyển. Khoá 3 của học viện được tuyển sinh vào năm 2022 và có 17 người trúng tuyển.

## Đào tạo
Học viện NutiFood có 7 năm đào tạo, trong đó trong 3 năm đầu, học viên được cân bằng việc học văn hóa và tập luyện theo đúng độ tuổi: sáng học, chiều tập. Các học viên được chăm sóc bằng chế độ dinh dưỡng thể thao, từ khẩu phần, nguồn thức ăn chất lượng, sản phẩm bổ trợ chuyên biệt từ Thụy Điển. Trong 4 năm sau, học viện Nutifood sẽ đầu tư thêm hàng loạt khoản chi khác phục vụ cho huấn luyện, thi đấu giao hữu, tham gia các giải đấu quốc gia, kiểm tra sức khỏe, trang phục, dụng cụ thi đấu, học từ ngoại ngữ đến văn hóa, kỹ năng mềm…
Ngoài ra, học viện Nutifood còn có chính sách đưa học viên đi tu nghiệp tại châu Âu, ở những quốc gia có nền bóng đá phát triển như Anh, Đức, Pháp… để các cầu thủ trẻ có cơ hội cọ xát và tiếp xúc với tinh hoa bóng đá thế giới.

## Học viên
Tính đến năm 2023
|  | TM | Hồ Thanh Hóa           | 2003              |  |  |  |  |  |
|  | HV | Võ Hữu Việt Hoàng      | 2002              |  |  |  |  |  |
|  | HV | Huỳnh Tuấn Vũ          | 2002              |  |  |  |  |  |
|  | HV | Phan Hồ Khải           | 2003              |  |  |  |  |  |
|  | HV | Nguyễn Nhật Minh       | 2003              |  |  |  |  |  |
|  | HV | Bùi Quốc Bảo           | 2003              |  |  |  |  |  |
|  | TV | Nguyễn Thanh Khôi      | 2001              |  |  |  |  |  |
|  | TV | Hoàng Vĩnh Nguyên      | 2002              |  |  |  |  |  |
|  | TV | Phan Nhật Thanh Long   | 2002              |  |  |  |  |  |
|  | TV | Trần Đình Hùng         | 2003              |  |  |  |  |  |
|  | TV | Trần Gia Huy           | 2003              |  |  |  |  |  |
|  | TV | Nguyễn Thái Quốc Cường | 2004              |  |  |  |  |  |
|  | TĐ | Nguyễn Duy Tâm         | 2002              |  |  |  |  |  |
|  | TĐ | Nguyễn Quốc Việt       | 2003              |  |  |  |  |  |
|  | TĐ | Lâm Gia Đức            | 2003              |  |  |  |  |  |
|  |    |                        |                   |  |  |  |  |  |
|  |    | Cao Hoàng Minh         | 6 tháng 1, 2003   |  |  |  |  |  |
|  |    | Dương Quang Trung Hiếu | 15 tháng 1, 2003  |  |  |  |  |  |
|  |    | Nguyễn Tấn Đạt         | 8 tháng 11, 2003  |  |  |  |  |  |
|  |    | Đinh Hoàng Hốn         | 29 tháng 1, 2003  |  |  |  |  |  |
|  |    | Nguyễn Khánh Huy       | 4 tháng 4, 2003   |  |  |  |  |  |
|  |    | Nguyễn Tấn Phát        | 27 tháng 3, 2003  |  |  |  |  |  |
|  |    | Nguyễn Trọng Bảo       | 1 tháng 4, 2004   |  |  |  |  |  |
|  |    | Lê Trương Quốc Thắng   | 28 tháng 8, 2003  |  |  |  |  |  |
|  |    | Mai Trung Thông        | 11 tháng 1, 2004  |  |  |  |  |  |
|  |    | Nguyễn Trung Thực      | 20 tháng 3, 2003  |  |  |  |  |  |
|  |    | Nguyễn Quang Huy       | 20 tháng 11, 2004 |  |  |  |  |  |
|  |    | Chu Minh Quân          | 7 tháng 3, 2003   |  |  |  |  |  |
|  |    | Ngô Đức Huy            | 15 tháng 10, 2003 |  |  |  |  |  |
|  |    | Lâm Gia Đức            | 18 tháng 9, 2003  |  |  |  |  |  |
|  |    | Phạm Lý Đức            | 14 tháng 2, 2003  |  |  |  |  |  |
|  |    | Nguyễn Gia Huy         | 19 tháng 2, 2003  |  |  |  |  |  |
|  |    |                        |                   |  |  |  |  |  |
|  |    | Hoàng Khương Bá Ước    | 2005              |  |  |  |  |  |
|  |    | Nguyễn Đăng Tuấn Tài   | 2004              |  |  |  |  |  |
|  |    | Nguyễn Phú Hồng Phúc   | 2004              |  |  |  |  |  |
|  |    | Cao Hữu Phúc           | 2004              |  |  |  |  |  |
|  |    | Trần Kỳ Anh            | 2004              |  |  |  |  |  |
|  |    | Lê Trương Minh Nhật    | 2003              |  |  |  |  |  |
|  |    | Lê Quang Hiển          | 2004              |  |  |  |  |  |
|  |    | Lê Tuấn Vĩ             | 2004              |  |  |  |  |  |
|  |    |                        |                   |  |  |  |  |  |
|  |    | Đặng Hoàng Đức Trí     |                   |  |  |  |  |  |
|  |    | Chu Đức Phú            |                   |  |  |  |  |  |
|  |    | Đinh Phạm Viết Thanh   |                   |  |  |  |  |  |
|  |    | Thân Đức Huy           |                   |  |  |  |  |  |
|  |    | Thân Đức Đạt           |                   |  |  |  |  |  |
|  |    | Trịnh Đình Quang Huy   |                   |  |  |  |  |  |
|  |    | Trịnh Gia Phát         |                   |  |  |  |  |  |
|  |    | Nguyễn Gia Khánh       |                   |  |  |  |  |  |
|  |    | Bùi Quang Huy          |                   |  |  |  |  |  |
|  |    | Trịnh Đức Minh         |                   |  |  |  |  |  |
|  |    | Nguyễn Hải Nguyên      |                   |  |  |  |  |  |
|  |    | Võ Hồng Chương         |                   |  |  |  |  |  |
|  |    | Nguyễn Hùng Tuân       |                   |  |  |  |  |  |
|  |    | Kiều Vương Hoàng       |                   |  |  |  |  |  |
|  |    | Nguyễn Hoàng Lâm       |                   |  |  |  |  |  |
|  |    | Đinh Tuấn Hưng         |                   |  |  |  |  |  |
|  |    | Nguyễn Đắc Quyết       |                   |  |  |  |  |  |

## Danh hiệu
Tính đến tháng 7 năm 2022
- Giải bóng đá Vô địch U-17 Quốc gia:
  - Á quân: 2020
- Giải bóng đá Vô địch U-19 Quốc gia:
  - Á quân: 2021
- Giải bóng đá Vô địch U-21 Quốc gia:
  - Vô địch: 2021